# Суховерхівська сільська рада (Буринський район)
Сухове́рхівська сільська́ ра́да — колишній орган місцевого самоврядування в Буринському районі Сумської області. Адміністративний центр — село Суховерхівка.

## Загальні відомості
- Населення ради: 811 особа (станом на 2001 рік)

## Населені пункти
Сільській раді підпорядковані населені пункти:
- с. Суховерхівка
- с. Атаманське
- с. Дмитрівка
- с. Нижня Сагарівка

## Склад ради
Рада складається з 12 депутатів та голови.
- Голова ради: Опімах Олександр Костянтинович
- Секретар ради: Москаленко Людмила Григорівна

### Керівний склад попередніх скликань
| Прізвище, ім'я, по батькові    | Основні відомості                                                                                  | Дата обрання | Дата звільнення |
| ------------------------------ | -------------------------------------------------------------------------------------------------- | ------------ | --------------- |
| Опімах Олександр Костянтинович | Сільський голова, 1951 року народження, освіта вища, член Всеукраїнського об'єднання «Батьківщина» | 26.03.2006   | 31.10.2010      |
| Опімах Олександр Костянтинович | Сільський голова, 1951 року народження, освіта вища, безпартійний                                  | 31.10.2010   |                 |

Примітка: таблиця складена за даними сайту Верховної Ради України